# 弗朗茨·韦费尔
弗朗茨·韦费尔（德語：Franz Werfel，1890年9月10日—1945年8月26日）是奧地利小說家、劇作家、詩人，代表作是描寫亞美尼亞大屠殺的《摩西山的四十日》（Die vierzig Tage des Musa Dagh）。

## 著作
- 摩西山的四十日
- 聖女之歌